# イタリアの対米宣戦布告
1941年12月7日の真珠湾攻撃を受けてアメリカ合衆国は大日本帝国に宣戦布告し、12月11日にイタリア王国もまたアメリカに宣戦布告した。同日にアメリカもイタリアとナチス・ドイツに宣戦布告し、アメリカは第二次世界大戦における太平洋と大西洋の戦線に参戦することになった。

## 背景
1941年12月7日、大日本帝国軍の戦闘機353機が真珠湾のアメリカ海軍基地を攻撃し、アメリカ人の生命と財産に莫大な被害を与え、翌8日にアメリカが大統領の演説を経て対日宣戦布告し、大日本帝国とアメリカの戦争（太平洋戦争）が勃発した。イタリアの独裁者ベニート・ムッソリーニは、ローマのヴェネツィア広場のバルコニーにおいて、鋼鉄協約により勝利が約束されていると宣言した。その後、ドイツのアドルフ・ヒトラーは、ベルリンの国会で何としてもアメリカとの直接対決を避ける努力をすると述べたが、1940年9月27日に締結した日独伊三国同盟により、ドイツは同盟国の日本側でイタリアとともに参戦せねばならなかった。ヒトラーは、勝利した暁にはドイツ、イタリア、日本は新たな公平なる秩序構築のために緊密な協力関係を持ち続けるだろうと述べた。